# 程红 (1966年)
程红（1966年2月—），女，汉族，山西武乡人，中华人民共和国政治人物。北京经济学院（现首都经济贸易大学）物资管理系毕业，中国人民大学贸易经济专业研究生学历，经济学博士。

## 生平
程红是山西武乡县贾豁乡刘家沟村人。1991年1月参加工作，1995年2月加入中国民主同盟。曾任北京物资学院经济系副主任、研究生部主任、流通经济研究所所长，北京市商委副主任，北京市商务局副局长，北京市朝阳区副区长、北京市商务中心区管委会主任、民盟北京市委副主委，北京市朝阳区副区长，北京商务中心区管委会主任、北京市工商联主席、民盟北京市委副主委。2008年1月，任北京市人民政府副市长，北京市工商联主席，民盟北京市委副主委。2008年，当选第十一届全国政协委员，代表中华全国工商业联合会，分入第二十二组，并担任港澳台侨委员会专委。2018年1月，当选第十三届全国政协委员。2018年1月28日，程红当选第十三届北京市政协副主席。

### 引用
1. ↑  . 中国经济网.   [2016-06-08]. （原始内容存档于2016-05-23）.
2. ↑  . 新华社北京1月25日电 中国人民政治协商会议第十一届全国委员会委员名单(共2237人，2008年1月25日政协第十届全国委员会常务委员会第二十次会议通过). 2008年1月25日  [2013-04-09]. （原始内容存档于2013年9月28日）.
3. ↑  . 全国政协委员会.   [2013-04-11]. （原始内容存档于2016-08-08）.
4. ↑  . 网易.   [2018-01-26]. （原始内容存档于2018-01-27）.